# Гирга
Гирга (на арабски: جرجا) е град в Египет, разположен по западното крайбрежие на река Нил, област Сухадж. Населението на града е 71 564 души (1986).
В града има манифактури за захар. Градът също е известен със своето грънчарство.
В Гирга има както манастир (първият католически манастир в Египет), така и джамия.